# 卡杜尔 (上加龙省)
卡杜尔（法語：Cadours，法語發音：[kaduʁ]）是法国上加龙省的一个市镇，属于图卢兹区。

## 地理
卡杜尔（43°43'42"N, 1°3'0"E）面积10.58 平方千米，位于法国奧克西塔尼大區上加龙省，该省份为法国西南部内陆省份，西南端与西班牙接壤，自此顺时针与上比利牛斯省、热尔省、塔恩-加龙省、塔恩省、奥德省和阿列日省接壤。
与卡杜尔接壤的市镇（或旧市镇、城区）包括：皮塞居尔、科比亚克、勒格雷、拉雷奥勒、佩勒波尔、阿尔迪扎、昂科斯。
卡杜尔的时区为UTC+01:00、UTC+02:00（夏令时）。

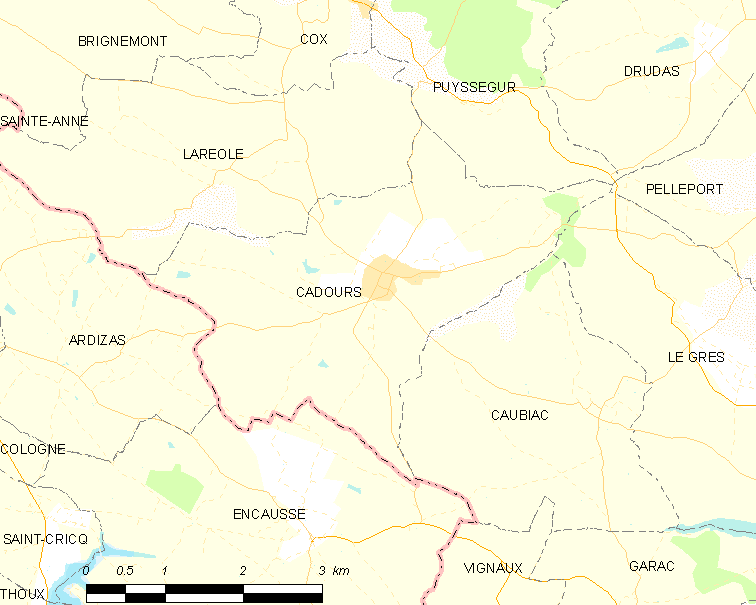
卡杜尔的OSM定位图

## 行政
卡杜尔的邮政编码为31480，INSEE市镇编码为31098。

## 政治
卡杜尔所属的省级选区为莱格万县。

## 人口

1962-2008年间卡杜尔人口变化图示

卡杜尔于2022年1月1日时的人口数量为1134人。

## 图集

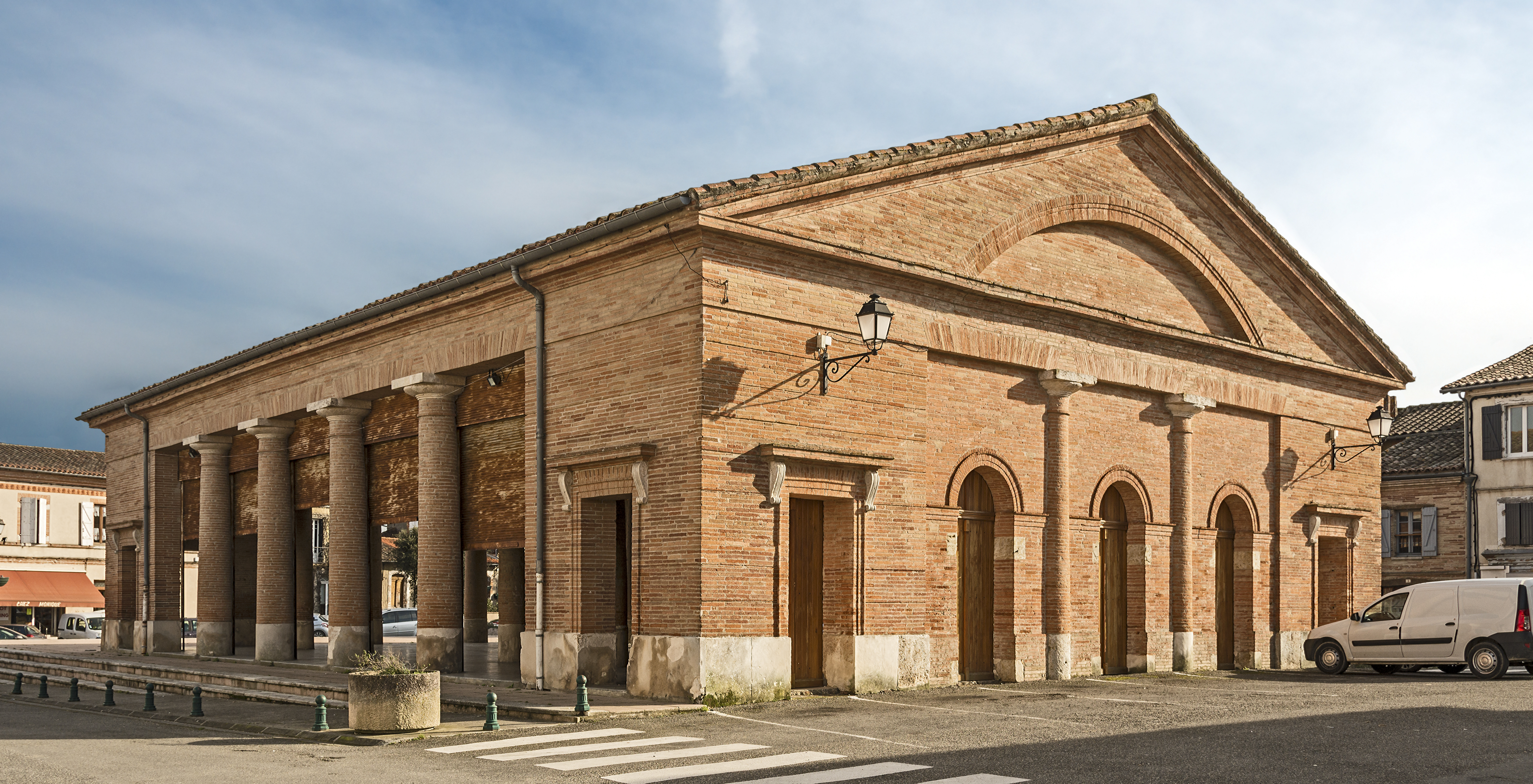
集市大厅
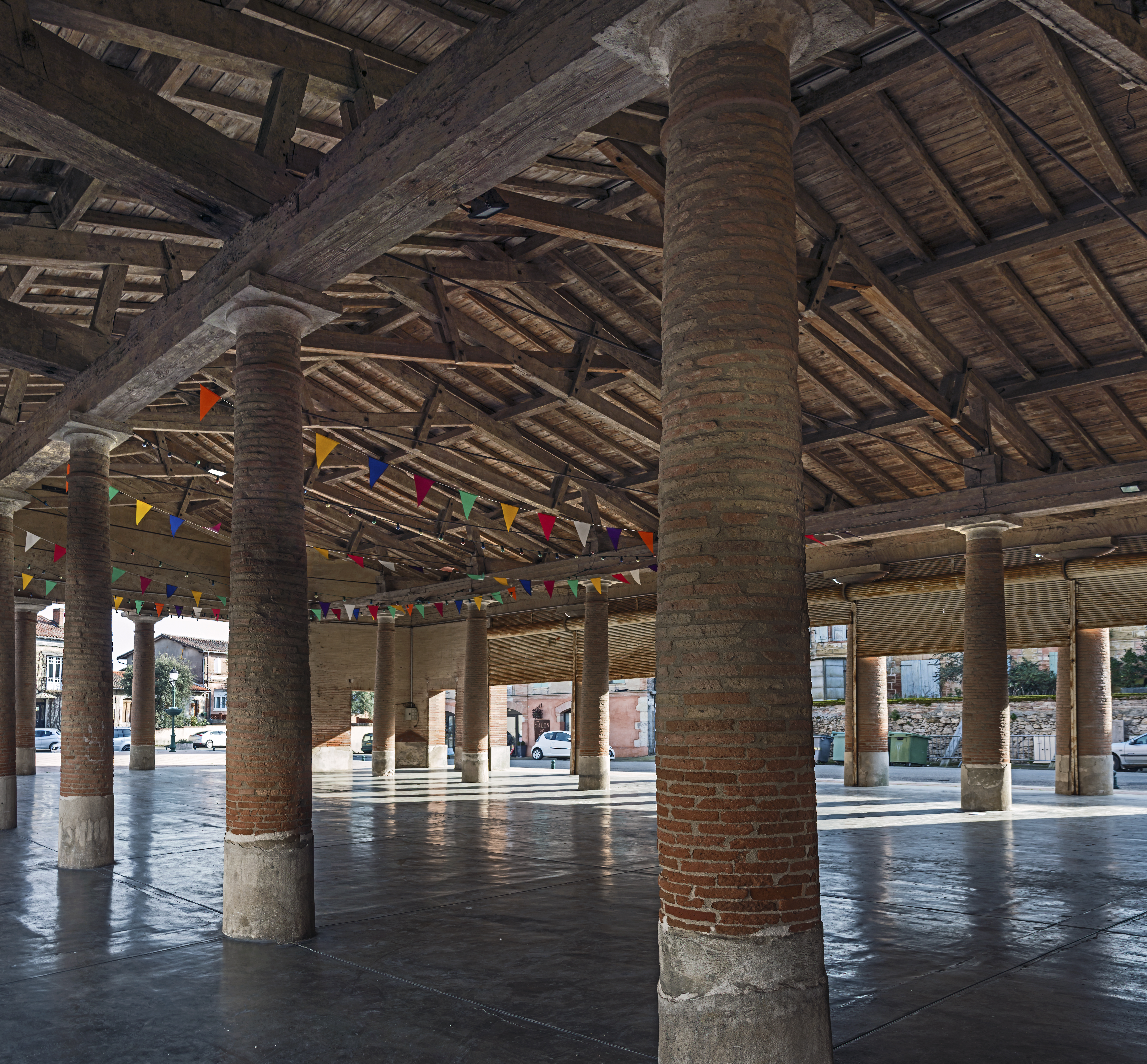
集市大厅内部
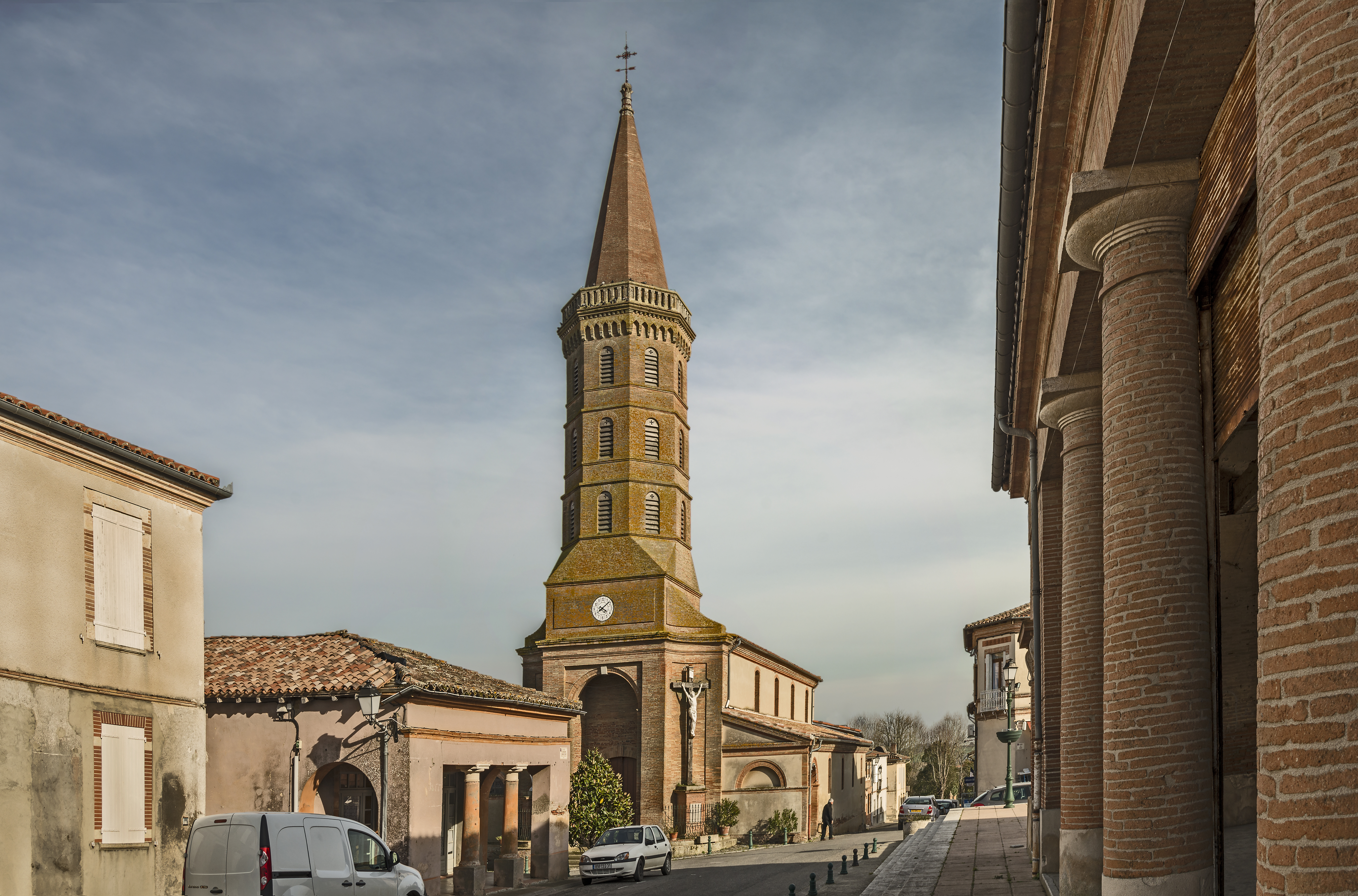
教堂
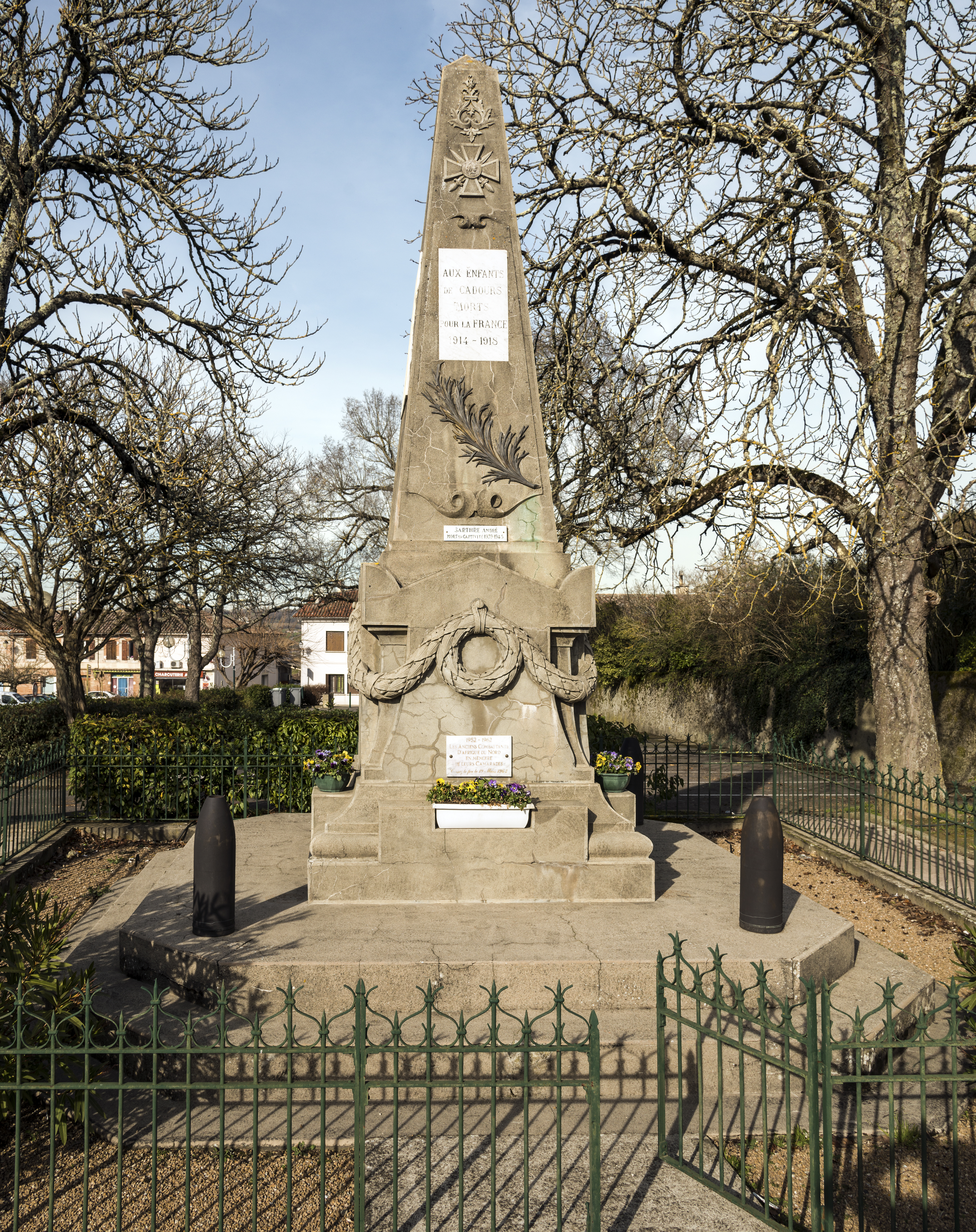
战争纪念碑